# Marshall, Saskatchewan
Marshall är en ort i Kanada.   Den ligger i provinsen Saskatchewan, i den centrala delen av landet, 2 600 km väster om huvudstaden Ottawa. Marshall ligger 609 meter över havet och antalet invånare är 533.
Terrängen runt Marshall är platt. Närmaste större samhälle är Lloydminster, 18,2 km nordväst om Marshall.
Trakten runt Marshall består till största delen av jordbruksmark. Trakten runt Marshall är nära nog obefolkad, med mindre än två invånare per kvadratkilometer.